# Florentin Donatus Scheffer
Florentin Donatus Scheffer (tidigare Söderlund), född 12 februari 1823 i Sund på Åland, död 5 maj 1883 i Mariehamn, var en åländsk ämbetsman. 
Scheffer var i unga år länsman i flera åländska kommuner för att 1861 tillträda som den första ordningsmannen (en motsvarighet till senare tiders borgmästare) i den nygrundade staden Mariehamn. Han gjorde en enorm insats när det unga samhället skulle byggas upp och styrde under sina 22 år vid makten invånarna med fast hand.